# Estereótipos sobre judeus

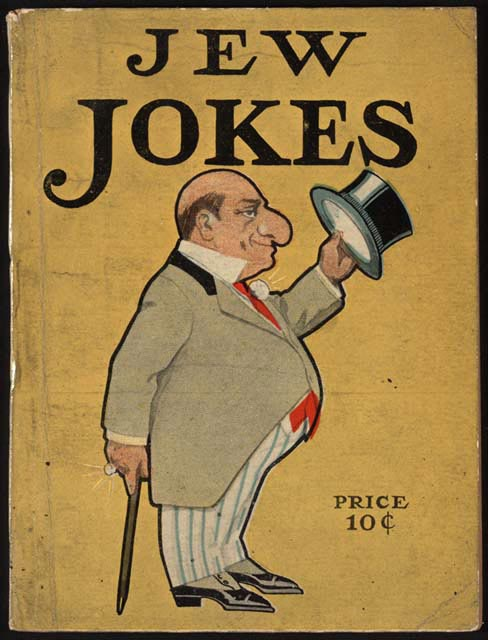
A capa da publicação Little Giant de 1908, Jew Jokes, que exibe a caricatura física estereotipada de um homem judeu.

Estereótipos de judeus são representações generalizadas de judeus, muitas vezes caricaturados e de natureza preconceituosa e antissemita.
Objetos reproduzidos, frases e tradições comuns são usados para enfatizar ou ridicularizar o judaísmo. Isso inclui, mas não está limitado à mãe judia queixosa e culpada, muitas vezes junto com um menino judeu manso e simpático, e a princesa judia-americana mimada e materialista.

## Estereótipo por tipo

### Características físicas

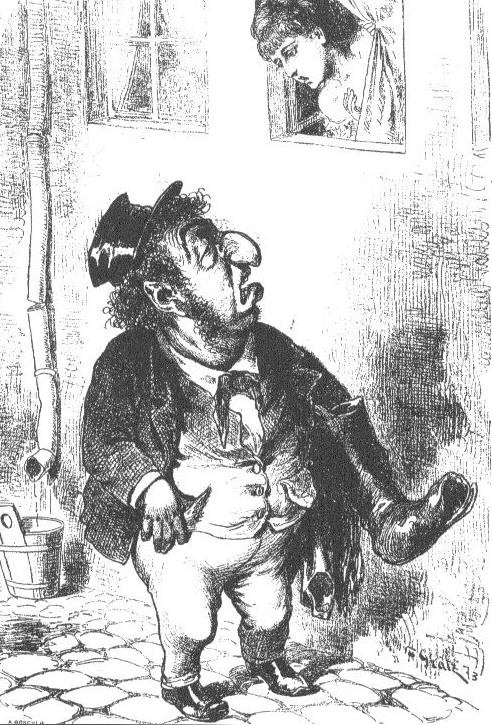
Uma caricatura de 1873 com traços físicos estereotipados de um judeu

Em caricaturas e desenhos animados, os judeus asquenazes são geralmente retratados como tendo grandes narizes aduncos e olhos redondos escuros com pálpebras caídas. Características faciais judaicas exageradas ou grotescas eram um tema básico na propaganda nazista e, com menos frequência, na propaganda soviética. O personagem de Star Wars Watto, apresentado em A ameaça fantasma (1999), foi comparado a caricaturas antissemitas tradicionais.

#### Nariz
A ideia do grande ou aquilino "nariz judeu" continua sendo uma das características mais prevalentes e definidoras para caracterizar alguém como judeu. Esse estereótipo generalizado pode ser rastreado até o século XIII, de acordo com a historiadora de arte Sara Lipton. Embora a representação do nariz adunco tenha se originado no século XIII, teve um desenraizamento no imaginário europeu muitos séculos depois. O registro mais antigo de caricatura antijudaica é um rabisco detalhado representado na margem superior do Exchequer Receipt Roll (registro de imposto real inglês) em 1233. Mostra três judeus de aparente transtorno intelectual dentro de um castelo, bem como um judeu no meio do castelo com um nariz grande. O livro satírico antissemita de 1893, The Operated Jew, gira em torno de uma trama de cirurgia plástica como uma "cura" para o judaísmo.

#### Cabelo

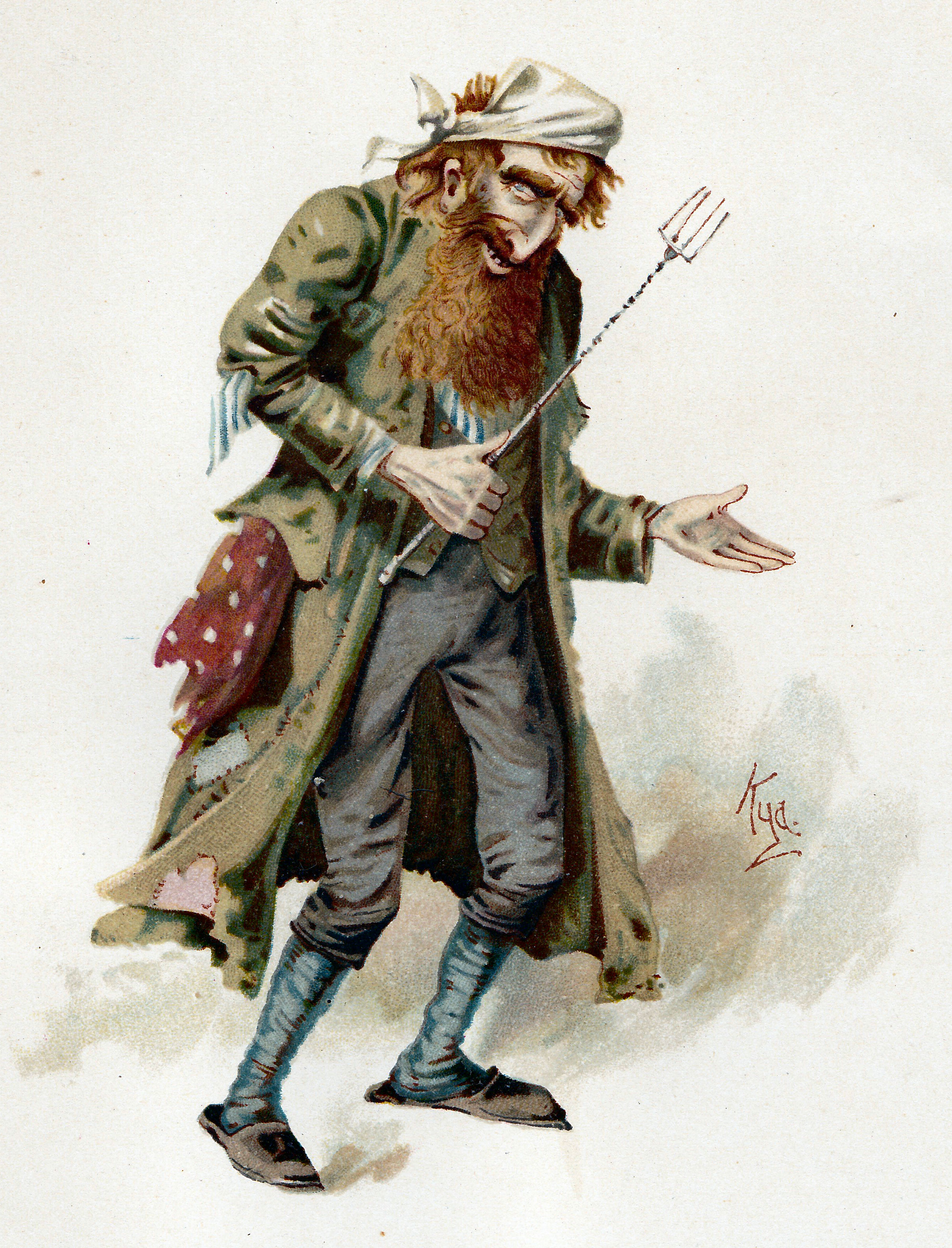
Ilustração em aquarela feita por Joseph Clayton Clarke de Fagin, um criminoso judeu ruivo estereotipado do romance de Charles Dickens, Oliver Twist

Na cultura europeia, antes do século XX, o cabelo ruivo era comumente identificado como a característica judaica negativa distintiva. Esse estereótipo provavelmente se originou porque o cabelo ruivo é um traço recessivo que tende a encontrar maior expressão em populações altamente endogâmicas, como em comunidades judaicas onde os judeus eram proibidos de se casar com estranhos. O cabelo ruivo estava especialmente ligado a Judas Iscariotes, que era comumente mostrado com cabelo ruivo para identificá-lo como judeu. Durante a Inquisição espanhola, todos os ruivos eram identificados como judeus. Na Itália, o cabelo ruivo era associado aos judeus italianos. Escritores como Shakespeare e Dickens identificariam personagens judeus dando-lhes cabelos ruivos. No folclore europeu medieval, os "judeus vermelhos" eram um grupo semi-ficcional de judeus ruivos, embora este conto tenha origens incertas.
Em parte devido às suas origens étnicas do Oriente Médio, os judeus tendem a ser retratados como de pele escura e peludos, às vezes associados a uma textura de cabelo encaracolada conhecida como "jewfro".

#### Mãos
Durante a campanha de propaganda da era nazista contra os judeus, houve menções repetidas de que os judeus podiam ser identificados pelo uso das mãos enquanto falavam, "o judeu move as mãos quando fala". Isso evoluiu para estereótipos modernos de judeus, muito parecidos com outros na Europa, ou seja, italianos falando com as mãos. Embora ambos sejam estereótipos de judeus e italianos, muitos judeus aceitam que esta é uma observação fundamentalmente verdadeira. Os judeus são bem conhecidos por falarem com as mãos, pois o uso das mãos é consistente na oração judaica, especialmente os homens que rezam devido ao uso do tefilin, requer o uso de movimentos constantes das mãos.

### Comportamental

#### Comunicação
Um estereótipo comum é que os judeus respondem a uma pergunta com outra pergunta. É usado no humor judaico e na literatura comum quando é necessário pintar um personagem como um "judeu típico".

#### Ganância

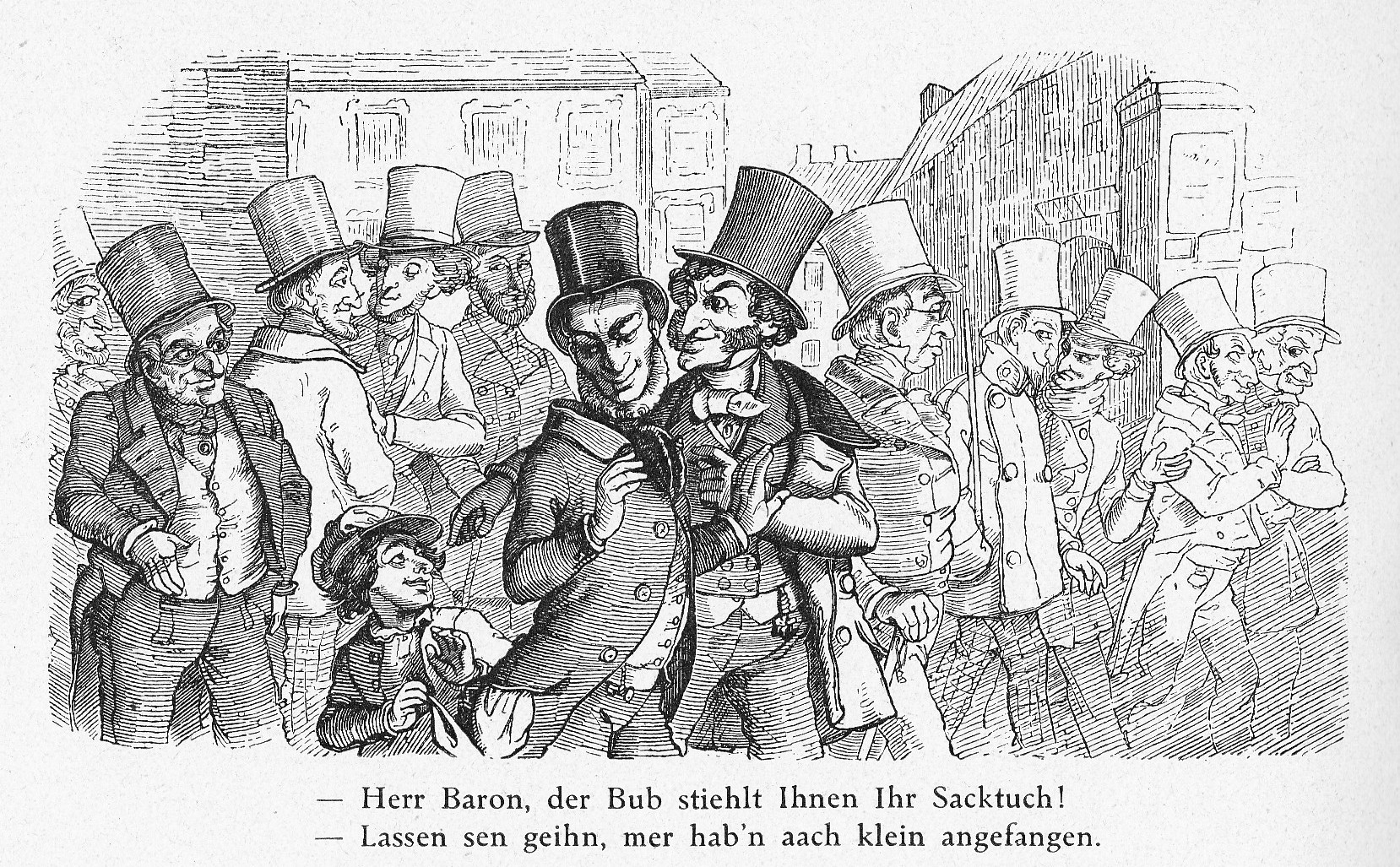
" Herr Baron, aquele menino acabou de roubar seu lenço!" "Então deixe-o ir; nós tínhamos que começar pequeno também." Uma caricatura alemã de 1851 sugere desonestidade arraigada nos judeus.

Os judeus costumam ser estereotipados como gananciosos e avarentos. Isso se origina na Idade Média, quando a Igreja proibiu os cristãos de emprestar dinheiro cobrando juros (uma prática chamada usura, embora a palavra mais tarde tenha assumido o significado de cobrar juros excessivos). Os judeus foram legalmente restritos a ocupações geralmente proibidas aos cristãos e, portanto, muitos começaram a emprestar dinheiro. Isso levou, durante a Idade Média e o Renascimento, à associação de judeus com práticas gananciosas.
Publicações como Os Protocolos dos Sábios de Sião e literatura como O Mercador de Veneza, de William Shakespeare, e Oliver Twist, de Charles Dickens, reforçaram o estereótipo do judeu desonesto. Dickens mais tarde lamentou sua interpretação de Fagin no romance e atenuou as referências ao seu judaísmo. Além disso, o personagem do Sr. Riah em seu romance posterior Nosso amigo comum é um credor judeu gentil e pode ter sido criado como um pedido de desculpas por Fagin.  Referências menores em As Mil e Uma Noites, Os Três Mosqueteiros, e até mesmo Hans Brinker são exemplos da prevalência desta percepção negativa. Alguns, como Paul Volcker, sugerem que a prevalência do estereótipo diminuiu nos Estados Unidos. Uma pesquisa telefônica com 1.747 adultos americanos conduzida pela Liga Antidifamação em 2009 constatou que 18% acreditavam que "os judeus têm muito poder no mundo dos negócios", 13% que "os judeus estão mais dispostos do que outros a usar práticas obscuras para obter o que eles querem", e 12% que "os judeus não são tão honestos quanto os outros empresários".
A frugalidade, parcimônia e ganância judaicas estão entre os temas típicos das piadas sobre os judeus, até mesmo dos próprios judeus.

### Personagens estereotípicos

#### Belle juive

A judia de Tânger (antes de 1808) de Charles Landelle, mostrando uma belle juive estereotipada

La belle juive (francês, "a bela judia") foi um estereótipo literário do século XIX. Uma figura que atende à descrição é frequentemente associada a ter e causar luxúria, tentação e pecado. Seus traços de personalidade podem ser retratados positiva ou negativamente. A aparência típica da belle juive incluía cabelos longos, grossos e escuros, grandes olhos escuros, tom de pele morena e uma expressão lânguida. Um exemplo desse estereótipo é Rebecca em Ivanhoe, de Walter Scott. Outro exemplo é Miriam no romance de Nathaniel Hawthorne, O Fauno de Mármore.

#### Mãe judia
O estereótipo da mãe judia é um estereótipo comum e um personagem modelo usado por comediantes judeus e não judeus, escritores de televisão e cinema, atores e autores nos Estados Unidos e em outros lugares. O estereótipo geralmente envolve uma mãe irritada, barulhenta, manipuladora, altamente falante, superprotetora, sufocante e autoritária, que persiste em interferir na vida de seus filhos muito depois de se tornarem adultos e é excelente em fazer seus filhos se sentirem culpados por ações que podem fazê-la sofrer. O estereótipo é descrito em detalhes no best-seller de Dan Greenburg, livro de humor de 1964, How to Be a Jewish Mother: A Very Lovely Training Manual.
Uma possível origem desse estereótipo é a pesquisa da antropóloga Margaret Mead sobre o shtetl europeu, financiada pelo Comitê Judaico Americano. Embora suas entrevistas na Universidade de Columbia, com 128 judeus nascidos na Europa, revelassem uma ampla variedade de estruturas e experiências familiares, as publicações resultantes deste estudo e as muitas citações na mídia popular resultaram no estereótipo da mãe judia: uma mulher intensamente amorosa, mas controlando a ponto de sufocar e tentar gerar uma enorme culpa em seus filhos por meio do sofrimento sem fim que ela afirma ter experimentado em nome deles. O estereótipo da mãe judia, então, tem origem na comunidade judaica americana, com predecessoras que se originaram nos guetos da Europa Oriental.  Em Israel, com sua diversidade de origens diaspóricas e onde a maioria das mães são judias, a mesma mãe estereotipada é conhecida como a mãe polonesa (ima polania).
A associação desse estereótipo de gênero com as mães judias em particular é, de acordo com Helmreich, devido à importância que o judaísmo tradicionalmente atribui ao lar e à família, e ao importante papel da mãe dentro dessa família. O judaísmo, conforme exemplificado pela Bíblia (por exemplo, a Mulher de Valor) e em outros lugares, enobrece a maternidade e associa as mães à virtude. Esse enobrecimento foi aumentado ainda mais pela pobreza e dificuldades dos judeus da Europa Oriental que imigraram para os Estados Unidos (durante o período de 1881 a 1924, quando ocorreu uma das maiores ondas dessa imigração), onde as exigências de trabalho árduo dos pais foram transmitidas aos filhos por meio da culpa: "A gente trabalha muito para que você seja feliz". Outros aspectos do estereótipo estão enraizados no impulso daqueles pais judeus imigrantes para que seus filhos tenham sucesso, resultando em um esforço para a perfeição e uma insatisfação contínua com qualquer coisa menos: "Então você tirou um B? Aquilo poderia ter sido um A." Hartman observa que a raiz do estereótipo está no auto-sacrifício dos imigrantes de primeira geração, incapazes de tirar o máximo proveito da educação americana, e a consequente transferência de suas aspirações de sucesso e status social, de si mesmos para seus filhos. Uma mãe judia obtém status social vicário das realizações de seus filhos, onde ela mesma é incapaz de alcançar tal status.

#### Princesa judia-americana (JAP)
Princesa judia-americana (JAP do inglês "Jewish-American Princess") é um estereótipo pejorativo que retrata algumas mulheres judias de classe média alta como mimadas, implicando entitlement e egoísmo, atribuídos a um passado mimado ou rico. Este estereótipo de mulheres judias americanas tem sido frequentemente retratado na mídia americana contemporânea desde meados do século XX. Os "JAPs" são retratados como privilegiados, materialistas e neuróticos. Um exemplo do uso humorístico desse estereótipo aparece na música "Jewish Princess" do álbum Sheik Yerbouti de Frank Zappa. Mulheres comediantes judias como Sarah Silverman também satirizaram o estereótipo, assim como o cineasta Robert Townsend em sua comédia B*A*P*S.
De acordo com Machacek e Wilcox, o estereótipo da princesa judia-americana não surgiu até depois da Segunda Guerra Mundial e é "peculiar na cena dos Estados Unidos". Em 1987, o Comitê Judaico Americano realizou uma conferência sobre "Estereótipos Atuais de Mulheres Judias", que argumentou que tais piadas "representam um ressurgimento de invectivas sexistas e antissemitas mascarando um pano de fundo misógino".
O estereótipo foi parcialmente construído e popularizado por alguns escritores judeus do pós-guerra, notavelmente Herman Wouk em seu romance de 1955 Marjorie Morningstar e Philip Roth em seu romance de 1959 Goodbye, Columbus, apresentando protagonistas que se encaixam o estereótipo.

#### Advogado judeu
O conceito de advogado judeu é um estereótipo dos judeus, que retrata judeus e advogados judeus como sendo inteligentes, gananciosos, exploradores, desonestos e os descreve como envolvidos em torpeza moral e legalismo excessivo. Ted Merwin escreve que nos Estados Unidos o estereótipo se tornou popular em meados do século XX, quando os judeus começaram a ingressar na profissão jurídica. Na época da Grande Depressão, muitos judeus já haviam se estabelecido como advogados.
O personagem modelo do advogado judeu frequentemente aparece na cultura popular. Jay Michaelson escreve no The Jewish Daily Forward que o personagem de Maurice Levy, na série dramática The Wire, interpretado por Michael Kostroff, é estereotipado, com um "sotaque de Nova York e a quintessência da pele pálida, cabelo castanho e nariz Ashkenazic do típico judeu estadunidense".
Este estereótipo é parodiado em Breaking Bad e sua série spinoff Better Call Saul, nos quais o personagem Saul Goodman é um advogado irlandês-americano que finge ser um judeu-americano para seus clientes, acreditando que isso o faz parecer mais competente como advogado. Em Curb Your Enthusiasm, Larry David (interpretando uma versão ficcional de si mesmo) despede seu advogado de divórcio Berg, que também finge ser judeu, e contrata um advogado judeu em seu lugar.

#### Nice Jewish boy
O nice Jewish boy (NJB) é um estereótipo da masculinidade judaica que circula na comunidade judaica estadunidense, bem como na cultura estadunidense dominante. Homens judeus têm sido historicamente vistos como efeminados, especialmente em contraste com a masculinidade mais violenta da sociedade romana, de onde surgiu o judaísmo rabínico. A masculinidade judaica coloca mais ênfase no estudo e nas atividades acadêmicas do que na força física. No entanto, os judeus do gênero masculino também foram rotulados como femininos em um contexto antissemita. Já foi uma visão amplamente difundida que os homens judeus menstruavam. O tropo surgiu da crença de que a circuncisão era equivalente à castração. Os homens judeus frequentemente recebem traços físicos e mentais femininos para designá-los como deficientes em comparação com a ideia dominante de masculinidade. Por exemplo, no final dos anos 1900, homens judeus eram retratados com peitos estreitos, rechonchudos e histéricos, características tradicionalmente femininas. A ideia de que os homens judeus eram efeminados chegou até mesmo às teorias raciais nazistas que adotaram a afirmação do filósofo austríaco Otto Weininger de que "o judeu é mais saturado de feminilidade do que o ariano". Em Israel e nas partes da diáspora que receberam forte exposição à mídia americana que implementa a representação, o estereótipo ganhou reconhecimento popular em menor grau.
As qualidades que são atribuídas ao nice Jewish boy são derivadas do ideal Ashkenazic de אײדלקײַט (eydlkayt, "nobreza" ou "delicadeza" em iídiche). De acordo com Unheroic Conduct de Daniel Boyarin, eydlkayt abraça a estudiosidade, gentileza e sensibilidade que dizem distinguir o erudito talmúdico e torná-lo um parceiro de casamento atraente.

## Na cultura popular

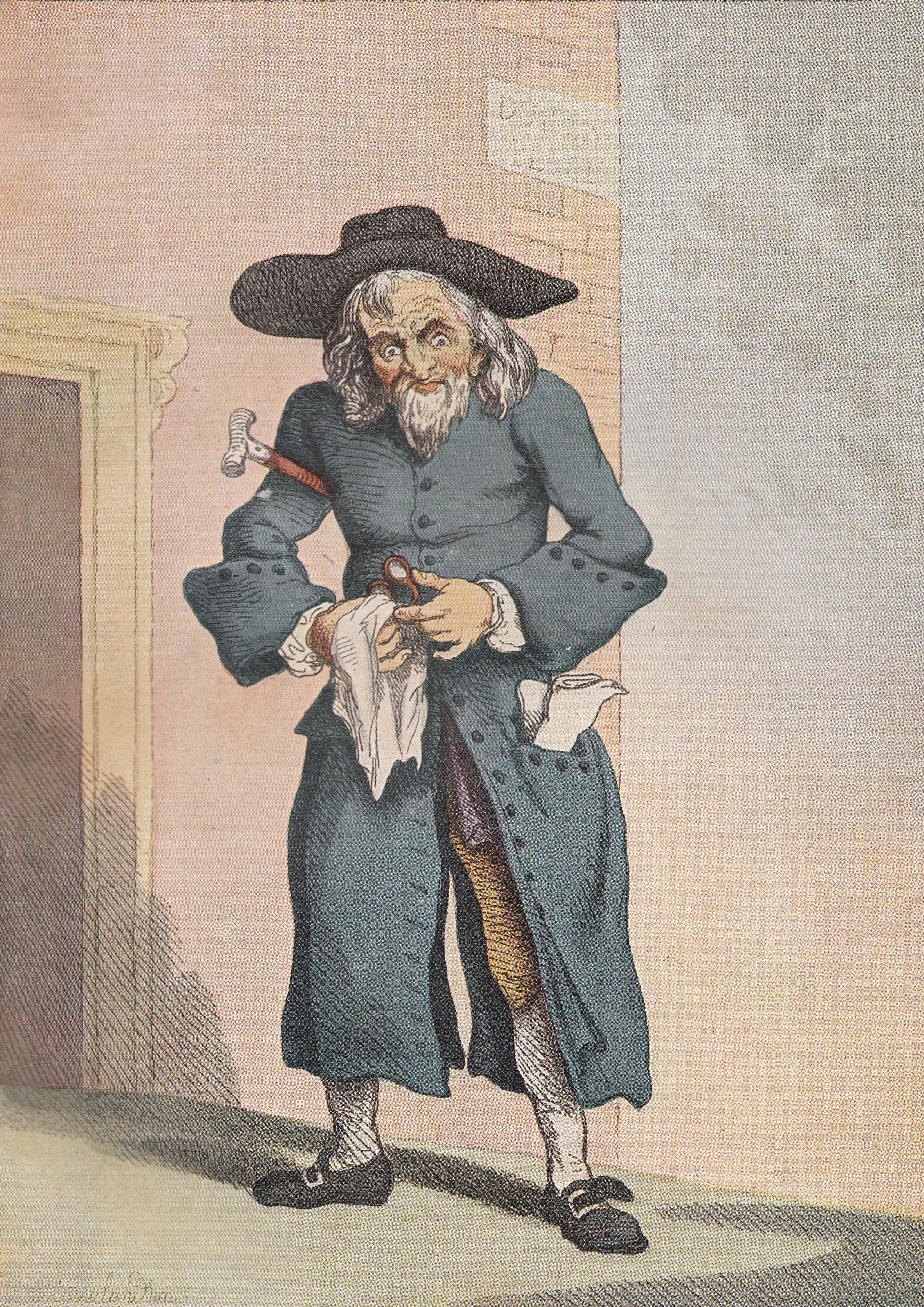
Um corretor judeu por Thomas Rowlandson, 1789

Os estereótipos judaicos na literatura evoluíram ao longo dos séculos. De acordo com Louis Harap, quase todos os escritores europeus anteriores ao século XX que incluíram personagens judeus em suas obras projetaram representações estereotipadas. Harap cita Nathan, o Sábio (1779), de Gotthold Lessing, como a primeira vez que os judeus foram retratados nas artes como "seres humanos, com possibilidades e características humanas". Harap escreve que a persistência do estereótipo judeu ao longo dos séculos sugere a alguns que "o tratamento do judeu na literatura era completamente estático e essencialmente não foi afetado pelas mudanças na situação judaica na sociedade conforme a própria sociedade mudava". Ele contrasta as visões opostas apresentadas nos dois estudos mais abrangentes de personagens judeus na literatura inglesa, um de Montagu Frank Modder e outro de Edgar Rosenberg. Modder afirma que os escritores invariavelmente "refletem a atitude da sociedade contemporânea em sua apresentação do personagem judeu e que o retrato muda com as mudanças econômicas e sociais de cada década". Em oposição à "razão histórica" de Modder, Rosenberg adverte que tal perspectiva "é capaz de diminuir a enorme durabilidade de um estereótipo". Harap sugere que a recorrência do estereótipo judeu na literatura é em si um indicador da presença contínua de antissemitismo entre aqueles que consomem literatura.
O historiador Gary Rosenshield escreve que, enquanto os soviéticos aprovavam uma legislação que tornava o antissemitismo contra os judeus "tecnicamente um crime e, à medida que a opressão política aumentava, autores judeus e não judeus evitavam a representação de judeus em suas obras", a representação estereotipada de judeus "floresceu" entre as obras de proeminentes autores britânicos, irlandeses e americanos como Dorothy Richardson, Virginia Woolf, TS Eliot, Evelyn Waugh, James Joyce, Ezra Pound e Graham Greene (com personagens como Shylock, Fagin e Svengali). Rosenshield escreve que entre os muitos autores que empregaram representações estereotipadas de judeus em suas obras, TS Eliot e Ezra Pound receberam a maior atenção na historiografia moderna. Eliot foi acusado de ser antissemita por John Gross e Anthony Julius, enquanto Ezra Pound era um autoproclamado antissemita, fazendo várias transmissões para o governo italiano culpando a Segunda Guerra Mundial pela usura e pelos judeus.

### Jewface
Jewface foi um ato de vaudeville que se tornou popular entre os judeus da Europa Oriental que imigraram para os Estados Unidos na década de 1880. O nome utiliza o termo "blackface" e "Jew" ("judeu" em inglês), e o ato apresentava artistas representando estereótipos judaicos, usando narizes grandes e macilentos, barbas longas e roupas esfarrapadas e falando com forte sotaque iídiche. As primeiras representações foram feitas por gentios, mas os judeus logo começaram a produzir seus próprios atos de Jewface. No início do século XX, quase todos os atores, gerentes, agentes e público do Jewface eram judeus. Jewface apresentava música de dialeto judaico, escrita por compositores de Tin Pan Alley. Esses atos de vaudeville eram controversos na época. Em 1909, um rabino reformista proeminente  disse que comédia como essa era "a causa de maior preconceito contra os judeus como classe do que todas as outras causas combinadas", e naquele mesmo ano a Conferência Central de Rabinos Americanos denunciou esse tipo de comédia.
Em 16 de maio de 2014, o Rapper Macklemore fez uma apresentação no Experience Music Project, onde se vestiu como uma caricatura antissemita.

## Na política
Pesquisas sobre votação nos Estados Unidos mostraram que os estereótipos desempenham um papel crucial na tomada de decisão do eleitor, tanto no nível consciente quanto no subconsciente. Os candidatos políticos judeus são estereotipados como liberais. Desde que se envolveram fortemente na política e no processo eleitoral na década de 1930, os líderes e eleitores judeus assumiram posições liberais em várias questões. A partir daí o estereótipo cresceu e agora é presumido mesmo que nem sempre seja preciso. Um exemplo disso ocorreu nas eleições presidenciais de 2000, quando Joseph Lieberman foi o companheiro de chapa de Al Gore na vice-presidência. Ele foi rotulado por alguns como liberal, embora se descrevesse como "pró-negócios, pró-comércio e pró-crescimento econômico". Embora tivesse assumido posições ostensivamente moderadas e conservadoras em várias questões, o estereótipo o definia para muitos eleitores.